# Zentralanstalt für Meteorologie und Geodynamik
Le Zentralanstalt für Meteorologie und Geodynamik (ZAMG), partie de GeoSphere Austria, est le service météorologique et de géophysique national d'Autriche. L'agence est sous la responsabilité du ministère fédéral des sciences et de la recherche et son quartier général est dans un arrondissement de Vienne. Elle opère également des bureaux à Salzbourg, Innsbruck, Graz et Klagenfurt.
Le ZAMG a été fondé en 1851 et il est donc le plus ancien service météorologique au monde. Ses tâches sont la prise de données météorologiques et géophysiques, comme les données de sismologie, et la prévision météorologique.

## Histoire

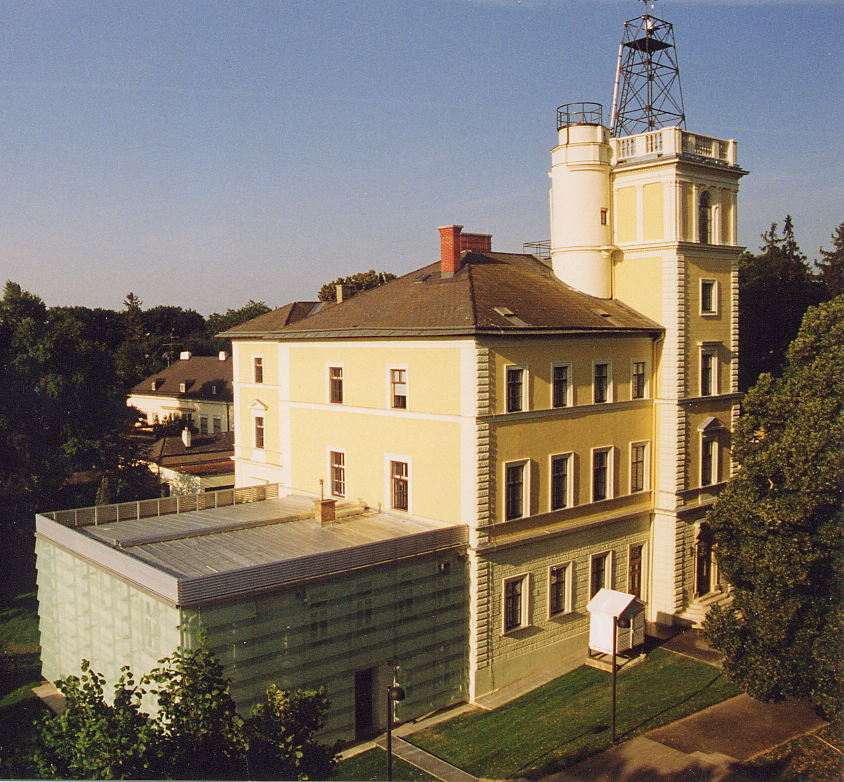
Observatoire historique Julius-Hann-Haus, Hohe Warte (Vienne)

En juillet 1851, l'empereur François-Joseph Ier d'Autriche signa la loi permettant la mise en œuvre d'une « institution centrale pour l'observation de la météorologie et du magnétisme terrestre » à la demande de l'Académie autrichienne des sciences qui avait engagé des démarches dès 1848 auprès de Karl Kreil, directeur de l'observatoire de Prague.
Ce dernier est devenu le premier directeur de l’Institut central de Wieden (Vienne) tout en étant professeur à l'université de Vienne. Les liens ainsi tissés entre l'institution et les chercheurs demeureront une influence majeure dans les services météorologiques et de géophysique qui succéderont. Kreil étendra le réseau de stations météorologiques à travers l’empire Austro-Hongrois et a mis sur pied le premier réseau d'enregistrement du géomagnétisme au monde. Karl Jelinek lui succède en 1863 et à partir de 1865, l'Institut commença à émettre des cartes météorologiques quotidiennement.
En 1872, le service a été déménagé sur la colline de Hohe Warte à Vienne. L'année suivante, la première conférence internationale de météorologie est tenue à Vienne pour normaliser les échanges des données. Elle mène à la création de l'Organisation météorologique internationale, l'ancêtre de l'Organisation météorologique mondiale. En 1877, les observations du jour pour 60 stations à travers l'Europe, dont 24 dans le pays, et les prévisions météorologiques pour le lendemain en Autriche, commencent à être diffusées grâce au télégraphe.
Par un décret du 23 février 1904, tout le réseau de capteurs sismiques est transféré à l’Institut central qui devient l’Institut central de météorologie et de géodynamique. À Kreil succèdent de nombreux scientifiques de renom à la tête du service, incluant Julius von Hann (1839–1921) et Felix Maria von Exner (1876–1930). Le premier est surtout connu pour ses travaux en climatologie et pour son livre de formation sur la météorologie écrit en 1901. Le second est un important théoricien en dynamique atmosphérique résumé dans un livre de 1925. Plusieurs autres chercheurs qui ont travaillé à l'Institut ont aussi influencé la compréhension en météorologie et géophysique. Il est possible de nommer Max Margules(1856–1920), théoricien en météorologie, et Victor Conrad (en) (1876–1962), découvreur de la discontinuité de la croûte terrestre qui porte son nom.
L'Institution a été absorbée par les services de météorologie du Troisième Reich après l'Anschluss en 1938 et ses services ont été centralisés à Berlin. Seuls les services de recherches sont restés à Vienne. Après la Seconde Guerre mondiale, il reprit sa forme antérieure mais sa mission a été augmentée, ce qui a donné lieu à une expansion du personnel. En 1957, plusieurs édifices ont été achetés autour de l'édifice original, et de 1967 à 1973, un radar météorologique, un bâtiment pour lancer les ballons de radiosondage et de nouveaux bâtiments pour la bibliothèque ont été construits. Depuis, le ZAMG a modernisé constamment ses stations météorologique de surface et de radiosondage, participé au réseau européen de radars météo, développé ses prévisions grâce aux modèles numériques et il participe activement aux instances internationales comme l'Organisation météorologique mondiale et EUMETNET.
Le 1er janvier 2023, le ZAMG et l'Institut fédéral géologique (GBA) ont combiné leur expertise dans GeoSphere Austria.

## Organisation
Le ZAMG est une agence semi-autonome du gouvernement autrichien. Le quartier général est situé sur la colline de Hohe Warte dans le quartier Döbling de Vienne. On y retrouve l'administration, le service central d'informatique et de développement des modèles de prévision numérique du temps, de la recherche et du bureau régional de prévision météorologique. Il y a également un radar météorologique et une importante bibliothèque sur la météorologie et la géophysique.
Le ZAMG opère également des bureaux régionaux de prévision à Salzbourg pour le land de Salzbourg, à Innsbruck pour le Tyrol et Vorarlberg, à Klagenfurt pour la Carinthie, et à Graz pour la Styrie. Les observatoires de Hoher Sonnblick et Conrad (Muggendorf) font également partie du service.
Ses activités s'étendent dans le domaine des techniques de mesure météorologique et géophysique, la collection des données, la prévision, la recherche pure et appliquée dans ces domaines et l'intervention en cas de catastrophes écologiques (pollution, radioactivité, etc.).

### Climat

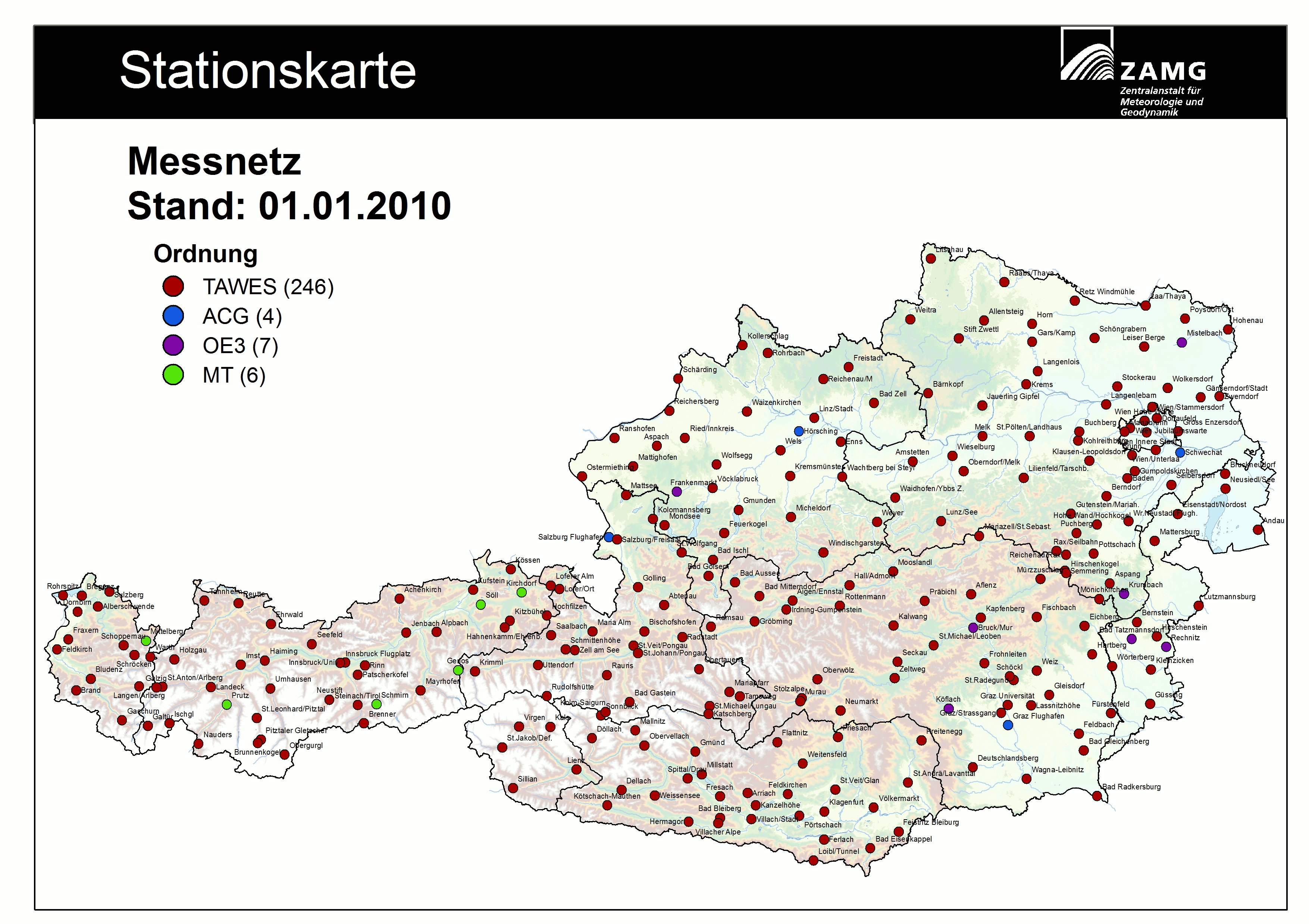
Réseau de stations météorologiques en Autriche

Une des tâches principales du ZAMG est l'observation météorologique et les études du climat. À cette fin, plus de 200 stations semi-automatiques, de type TAWES, enregistrent la pression, la température, l'humidité, le vent, les précipitations, etc.

### Synoptique
Le département de synoptique est celui qui fait l'intégration des données de stations terrestres et aérologiques, des radars et satellites météorologiques dans des modèles de prévision numérique du temps afin de produire des prévisions météorologiques. Il participe avec d'autres pays au développement de ces modèles.

### Environnement
Le département de l'environnement atmosphérique s'occupe de la dispersion des polluants et des contaminants qui peuvent se retrouver dans l'atmosphère. Il fait de la recherche théorique, de la modélisation numérique et de la prévision quotidienne des conditions de qualité de l'air.

### Géophysique
Depuis les premières stations de magnétisme terrestre ouvertes par Karl Kreil de 1846 à 1851 jusqu'à nos jours, le département de géophysique s'occupe des données sismiques.